# Estasi di santa Margherita da Cortona
L'Estasi di santa Margherita da Cortona è un dipinto ad olio su tela, realizzato da Giovanni Lanfranco nel 1622 e attualmente conservato presso la Galleria Palatina di Palazzo Pitti a Firenze.

## Storia

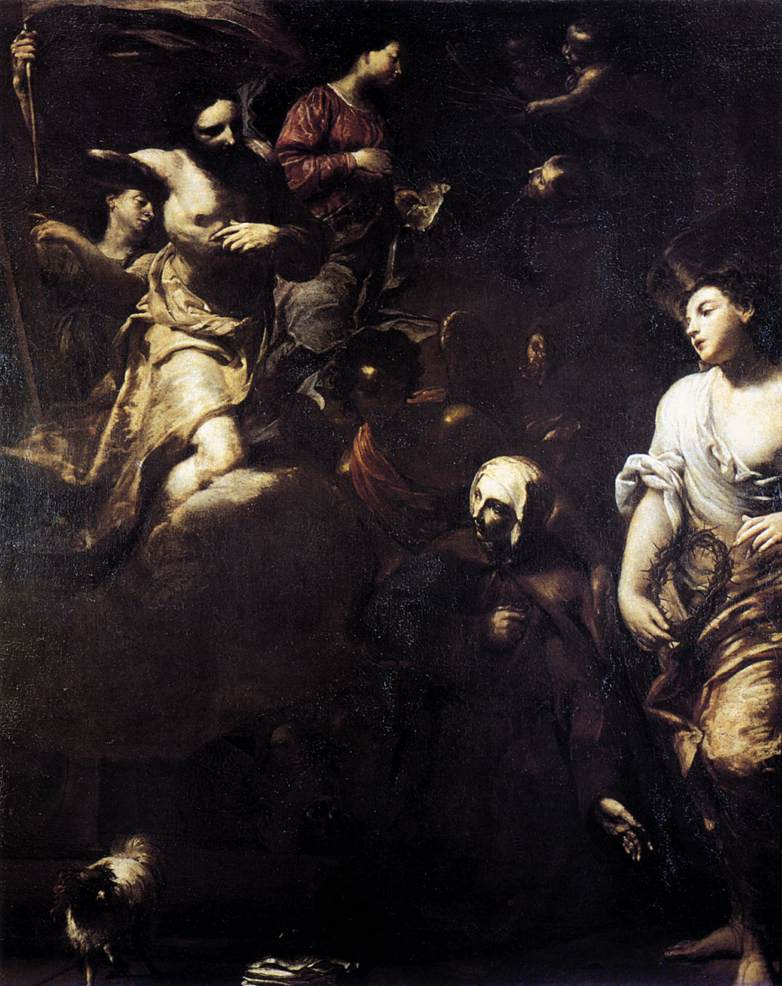
Giuseppe Maria Crespi, Estasi di santa Margherita da Cortona, Cortona, Museo diocesano

Il dipinto fu commissionato nel 1622 dal nobile cortonese Nicolò Gerolamo Venuti, il cui stemma è visibile in basso a sinistra, e fu pensato per decorare l'altare maggiore della chiesa di Santa Maria Nuova di Cortona: il culto di santa Margherita è particolarmente diffuso nella località, ma anche generalmente in Italia centrale. Fu acquistato da Ferdinando de' Medici, che provvide a sostituire la tela nella sua collocazione originaria con un'altra, avente lo stesso soggetto, di Giuseppe Maria Crespi (quest'ultima attualmente al Museo diocesano di Cortona).

## Descrizione
II dipinto ha come soggetto un evento mistico accaduto nel XIII secolo, che vide come protagonista la religiosa Margherita da Cortona, appartenente al Terz'Ordine francescano secolare. Nella scena viene catturato il momento in cui la santa, sorretta da due angeli, raggiunge l'estasi dinanzi alla visione di Cristo su una nuvola, il quale le mostra le stigmate. Margherita riferì che nella visione Gesù si rivolgeva a lei chiamandola mia figlia adorata. La vita le è cinta da un cingolo di corda, caratterizzante proprio i membri degli ordini francescani. Il cagnolino in basso a sinistra, ai suoi piedi, è un attributo comune nella sua iconografia: difatti richiama la vicenda del ritrovamento del cadavere del suo amante assassinato, Arsenio, avvenuto - secondo la tradizione - proprio ad opera del cane di Arsenio. Questo episodio avrebbe innescato una svolta nella vita di Margherita, divenuta quindi più vicina alla spiritualità.
Lo sfondo si presenta scuro, ma tende ad acquisire un bagliore dorato man mano che ci si avvicina alla figura di Gesù. La composizione barocca scelta dal Lanfranco vede le figure collocarsi su un'ipotetica diagonale; l'artista conferisce una solidità realistica ai personaggi e sceglie di concentrare l'attenzione non solo sulla travolgente visione miracolosa di Margherita, ma anche sul suo stato psichico.

## Influenza
Lanfranco nei suoi disegni evidenzia l'influenza che ha avuto sulla sua tela lo stile del Caravaggio, in particolare il suo San Francesco in estasi. A sua volta, l'Estasi di santa Margherita potrebbe aver ispirato la composizione del gruppo scultoreo dell'Estasi di santa Teresa d'Avila di Gian Lorenzo Bernini.

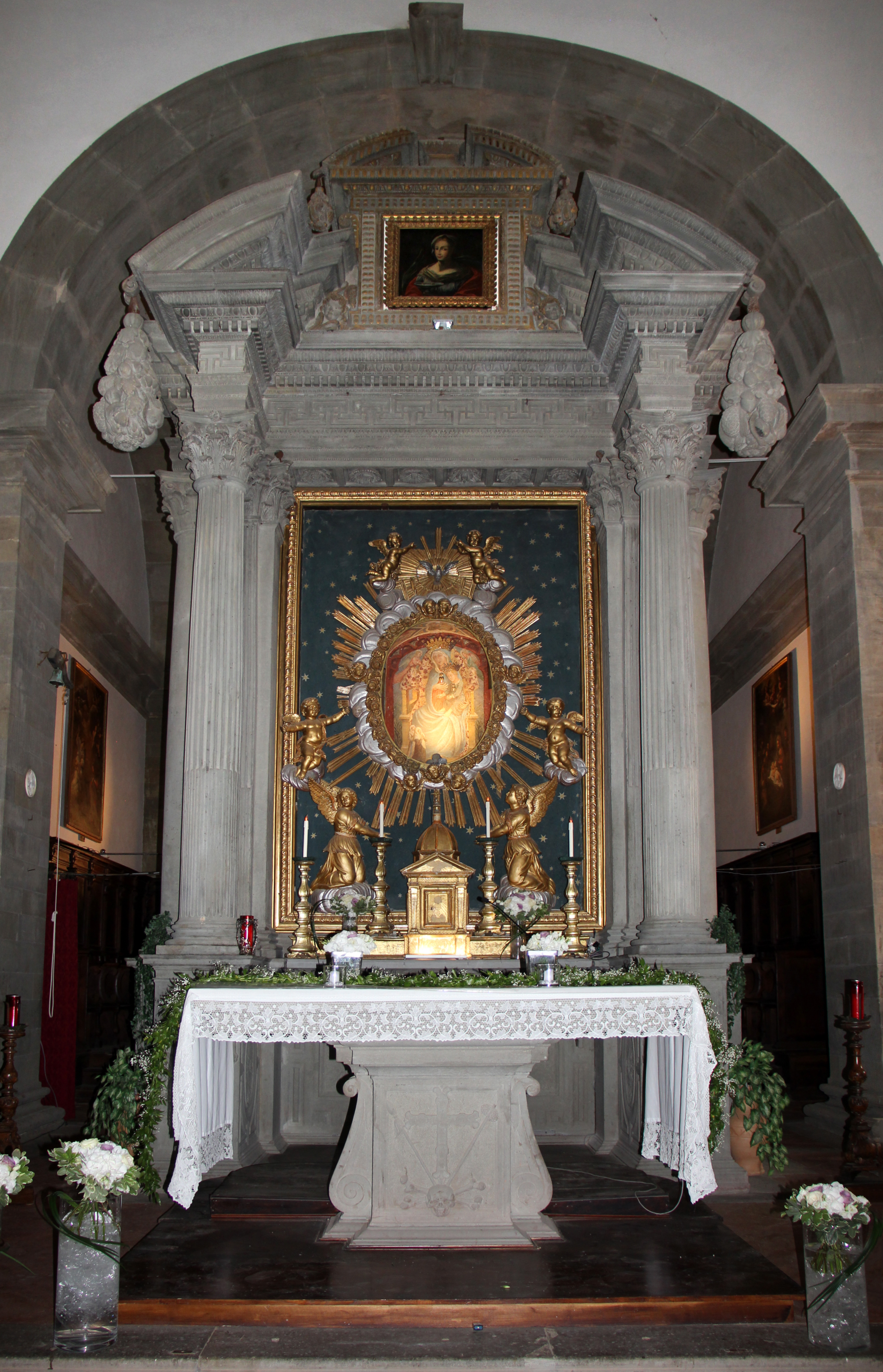
L'altare maggiore di Santa Maria Nuova a Cortona oggi
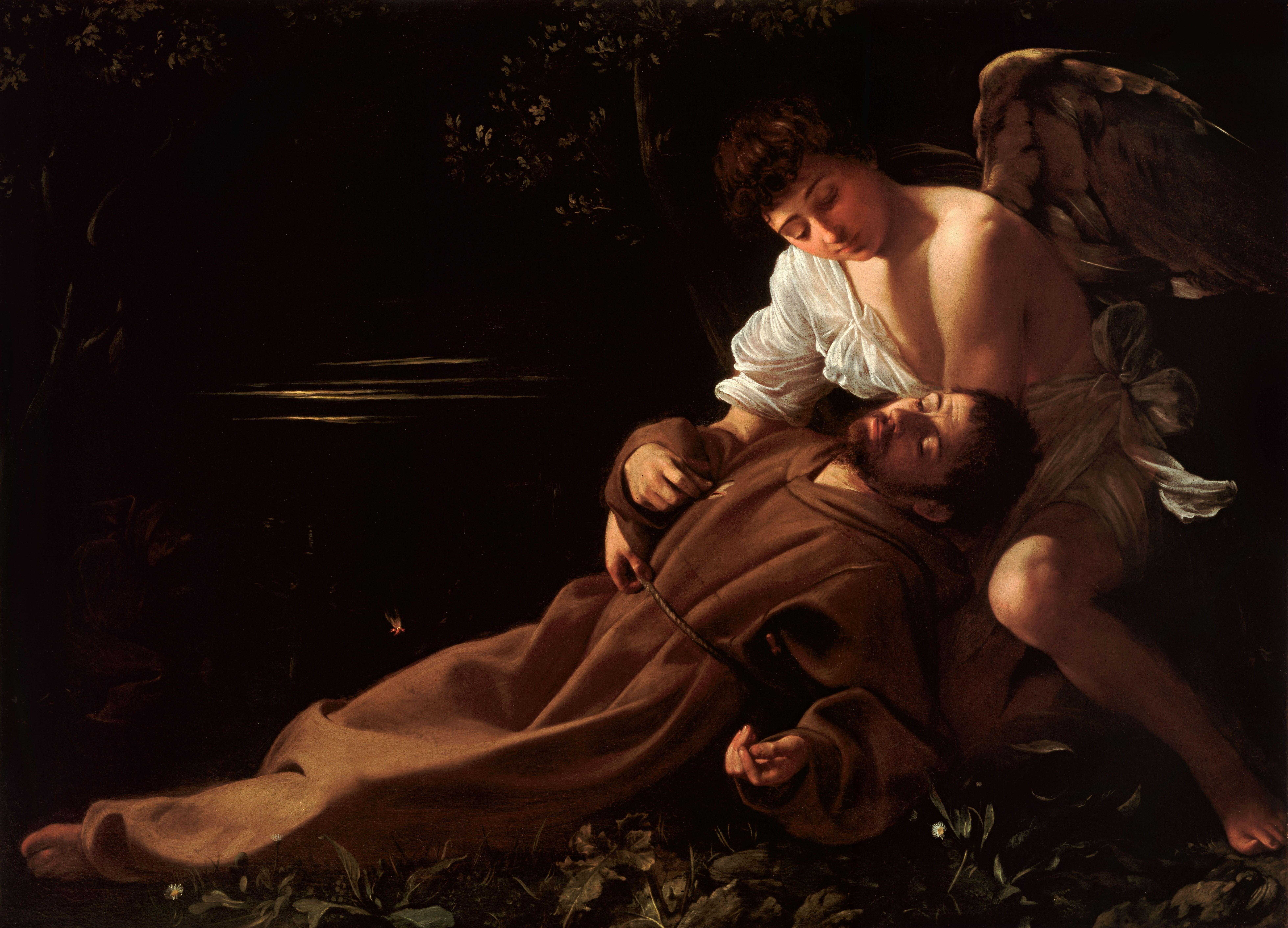
Caravaggio, San Francesco in estasi
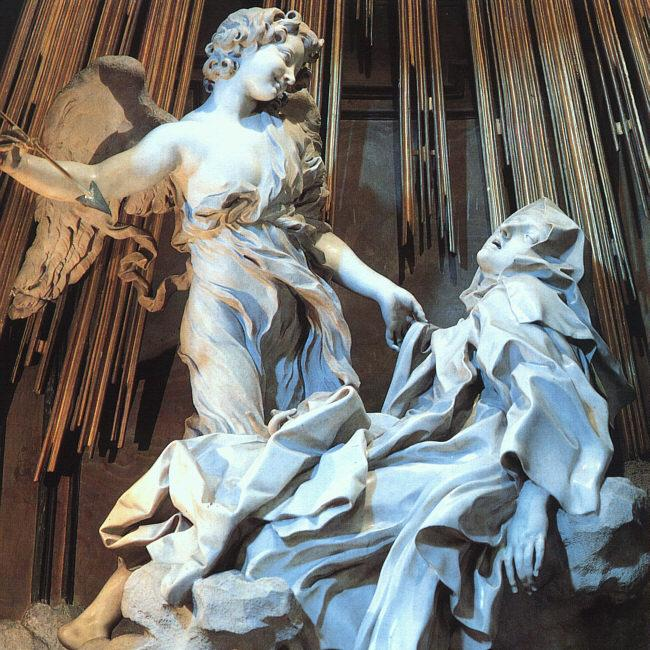
Gianlorenzo Bernini, Estasi di santa Teresa d'Avila